# Лихарев, Иван Михайлович
Иван Михайлович Лихарев (8 (18) февраля 1676 — 20 (31) декабря 1728, Архангельск) — русский военный и государственный деятель.

## Биография
Из дворянского рода Лихаревых. Сын стольника М. О. Лихарева, дослужившегося до воеводы города Романова.
В службу вступил в 1700 году рядовым в лейб-гвардии Семеновский полк, с которым прошел все кампании Северной войны и Прутский поход. Быстро дослужился до поручика, а в 1707 году был произведен в капитаны и стал командиром роты.

### Майорская следственная канцелярия
11 ноября 1717 капитан И. М. Лихарев в числе семи офицеров-семеновцев был вызван Петром I из Пскова, где полк должен был встать на зимние квартиры, в столицу. Вероятно, он был включен в состав военного суда, учрежденного для рассмотрения дела по обвинению руководителя первой петровской следственной канцелярии майора Семеновского полка князя М. И. Волконского в должностных преступлениях.
Не дожидаясь вынесения приговора, царь назначил Ивана Лихарева асессором в состав одной из недавно созданных майорских следственных канцелярий. Ее главой был батальонный командир Семеновского полка гвардии майор И. И. Дмитриев-Мамонов, а еще двумя асессорами поручик-семеновец И. И. Бибиков и капитан лейб-гвардии Преображенского полка Е. И. Пашков. Комиссия расследовала ряд значительных дел, в том числе сенатора князя Я. Ф. Долгорукова, сенатора графа П. М. Апраксина, главы Мундирной канцелярии М. А. Головина, сибирского губернатора князя М. П. Гагарина.
В 1718 году Лихарев стал гвардии майором. В том же году его включили в состав специального судебного присутствия, приговорившего к смерти царевича Алексея Петровича. Единственное формальное заседание этого судилища состоялось 24 июля 1718. Подпись Лихарева под приговором стоит 51-й по счету.

### Сибирская экспедиция
Поскольку дело о коррупции в Сибирской администрации было особо важным, царь 3 июня 1718 командировал в Сибирскую губернию нового асессора комиссии гвардии капитан-поручика А. Г. Шамордина, а 18 января 1719 отрядил для расследования более опытного Лихарева. Кроме этого, майору было поручено совершить экспедицию в верховья Иртыша и на озеро Зайсан, проверить слова Матвея Гагарина о тамошних золотых россыпях, при наличии древесины основать в тех местах крепость, выяснить причины неудачи экспедиции И. Д. Бухгольца и разведать, есть ли путь от Зайсана к Амударье.
Со своей стороны Лихарев представил царю прошение из девяти пунктов, где перечислил все необходимое для успешной экспедиции. 31 января во исполнение этих нужд был издан особый сенатский указ. Лихарев получил широкие полномочия, а всем губерниям, через которые проходил маршрут, было предписано удовлетворять его требования.
В феврале 1719 года экспедиция на 109 подводах выступила из столицы и весной прибыла в Тобольск.
Следствие продвигалось успешно. В сентябре 1719 Лихарев сообщил, что удалось собрать доказательства по 35 эпизодам крупных хищений, взяток и злоупотребления служебными полномочиями в отношении сибирского губернатора. Еще 15 эпизодов было установлено в отношении тобольского обер-коменданта С. П. Карпова, который в 1714—1719 годах фактически был заместителем губернатора. В декабре 1719 года добавилось еще 12 эпизодов. Солдаты и сержанты гвардии, состоявшие при Лихареве, проводили следствие в менее значительных населенных пунктах, где также выявили массовые злоупотребления.
Зимой 1719—1720 годов шла подготовка к походу на Верхний Иртыш. Несмотря на все усилия, из-за дальности расстояний и плохих дорог экспедицию не удалось обеспечить нужным количеством припасов и солдат. Тем не менее весной Иван Лихарев выступил в поход. В конце июня 1720 года он достиг Семипалатинска, а оттуда с отрядом в 440 человек «при 13-ти полевых пушках и 6 мортирах, а также продовольствием на три месяца отправился на 34 лодках к озеру Зайсан».
1 августа 1720 экспедиция подверглась нападению 20-тысячного джунгарского войска под командованием Галдан-Цэрэна, старшего сына джунгарского хунтайджи Цэван-Рабдана. До серьезного столкновения дело все же не дошло. По словам Черепановской летописи, выяснив, что русским «никогда на ум не приходило войну или неприятельские действия начать, но только хотели осмотреть, откуда Иртыш река начало свое имеет и можно ли дойти до ее истоков, а протчее их намерение было сыскать рудокопные места. Также никогда бы за оружие не принимались, если бы калмыки к тому их не принуждали», джунгары пропустили отряд.
На обратном пути Лихарев в месте, где Иртыш выходит из Алтайских гор на равнину и сливается с Ульбой, в августе 1720 возвел Усть-Каменогорскую крепость. Назначив ее комендантом подполковника П. Ступина и оставив гарнизон из 363 человек, майор спустился вниз по Иртышу и, прибыв в Семипалатинск, поставил там вместо Ступина майора И. Вельяминова-Зернова. По пути в Тобольск Лихаревым были заложены еще 8 фортов: Ачаирский, Черлакский, Урлютюбский, Пяторыжский, Осьморыжский, Чернорецкий, Черноярский и Коряковский, ставших частью Иртышской линии. В сибирскую столицу отряд прибыл 12 октября 1720, а на следующий день выступил из города на 25 подводах, вернувшись в Петербург в декабре.
По возвращении в столицу Лихарев подал в Сенат карту «Иртышу реки и по ней построенные крепости», составленную первыми картографами Западной Сибири участниками экспедиции геодезистами Иваном Захаровым и Петром Чичаговым. В рапорте от 3 января 1721 майор сообщил число офицеров, солдат и прочих, оставленных «в новопостроенных крепостях»: Семипалатинской, Убинской, Усть-Каменогорской, а также в Тобольской, Долонской, Ямышевской, Железинской и Омской. Золота он не нашел, хотя уже к сентябрю 1719 года было опрошено 86 «разных чинов людей». Тем не менее была проведена топографическая съемка огромных территорий, построены новые крепости и усилены гарнизоны уже существующих.

### Последние годы
Петр был доволен результатами и 21 октября 1721 произвел Лихарева в бригадиры. Получив новый чин, тот стал руководить канцелярией совместно с Дмитриевым-Мамоновым, и она официально стала именоваться «Канцелярией ведения генерала-маэора и лейб-гвардии маэора господина Дмитреева-Мамонова да брегадира и лейб-гвардии маэора господина Лихарева с протчими афицеры». В 1722 году Дмитриев-Мамонов повел часть Семеновских батальонов в Персидский поход, и Лихарев фактически стал единоличным руководителем. В 1722—1724 годах он также входил в состав Военной коллегии.
Обычной практикой того времени было награждение следователя частью имущества осужденного. В июне 1723 года Лихарев подал челобитную, в которой указал, что имеет всего 33 крестьянских двора и у него отсутствует недвижимость в столицах, в то время как бывший комендант Томска Р. А. Траханиотов, изобличенный в 63 криминальных эпизодах, владел 263 крестьянскими дворами, четырьмя усадьбами и огромным домом в Москве, да еще жена его приобрела 57 дворов. Петр именным указом от 2 февраля 1724 пожаловал бывшему следователю часть дворов Траханиотова и его московский дом.
21 мая 1725 Лихарев одним из первых был пожалован Екатериной I в кавалеры ордена Святого Александра Невского, а 1 января 1726 произведен в генерал-майоры. 20 декабря 1726 Верховный Тайный совет предложил его кандидатуру на вакантный пост Воронежского губернатора, но на заседании 11 января 1727 кабинет-секретарь Екатерины тайный советник А. В. Макаров заявил, что Лихарев больше подходит для управления Архангелогородской губернией, поскольку, по его мнению, «губерния Воронежская… пограничная, а Лихарев человек увечной и тяжолой верховой езды понести не может». На заседании 23 февраля 1727 члены совета с этим согласились, но императрица была другого мнения, и 28 февраля назначила Лихарева в Воронеж, а 11 марта произвела в генерал-лейтенанты.

Новый губернатор прибыл в Воронеж только в конце июня. Он намеревался проверить показания одного пойманного дезертира о намерении части казаков бежать за рубеж, чеканке у них фальшивой монеты и о продаже туркам в Азов «донскими ж есаулами и казаками российских мужского и женского пола людей и пороха, и свинца». 
Пробыл он на посту недолго. Уже 11 сентября 1727 новый император Петр II назначил Лихарева губернатором в Архангельск, а  тамошнего губернатора И. П. Измайлова перевел в Воронеж, причем этот обмен провинциями было приказано произвести в декабре. Выехав из Воронежа в конце декабря, до Архангельска Иван Лихарев добрался только 18 июня 1728, но там вскоре заболел и умер 20 декабря. Вдова губернатора Евдокия Степановна  (1686—24.12.1762) просила члена Верховного Тайного совета барона А. И. Остермана о разрешении перевезти тело в Москву, и такое разрешение было получено 31 декабря лично от императора.
8 февраля 1729 он был погребен в Москве в Сергиевской церкви Знаменского монастыря в Зарядье. Монастырь закрыли в 1923 году, а в начале 1960-х часть строений, в том числе и Сергиевская церковь, были снесены при строительстве гостиницы «Россия».

## Память
В Усть-Каменогорске Лихареву в 1990 году был поставлен памятник, как основателю города.
В честь майора Лихарева сотрудники следственного управления Следственного комитета Российской Федерации по Омской области 19 мая 2022 года в центре районного поселка Черлак высадили аллею из благородных лип, разместив памятную доску.

## Комментарии
1. ↑  Первым пунктом майора Лихарева было: «Чтоб для посылки в Сибирь со мной указано было мне дать Семеновского полка капитан-поручика Шаховского, да из Преображенсковго полка и одного обер-офицера, да двух унтер-офицеров, и 12 человек солдат, для случающихся нужных посылок». По этому пункту единственно Петр наложил Высочайшую резолюцию: «Дать». По прочим пунктам решение выносил Сенат
2. ↑  Майорские канцелярии, оказавшиеся слишком эффективными, были ликвидированы именным указом от декабря 1723 года